# Valmue-familien
Valmuefamilien (Papaveraceae), omfatter flere end 40 slægter. Den er udbredt over hele den nordlige, tempererede zone med enkelte arter i Sydamerika og i Kaplandet. Det er urter, der indeholder mælkesaft, og som har spredt bladstilling. De har frikronede, mangehannede og undersædige blomster og danner kapselfrugter. 
| Slægter |

| - Adlumia - Arctomecon - Pigvalmue (Argemone) - Bocconia - Canbya - Capnoides - Ceratocapnos - Svaleurt (Chelidonium) - Lærkespore (Corydalis) - Cryptocapnos - Cysticapnos - Dactylicapnos - Trævalmue (Dendromecon) - Hjerteblomst (Dicentra) - Dicranostigma | - Discocapnos - Eomecon - Guldvalmue (Eschscholzia) - Jordrøg (Fumaria) - Fumariola - Hornskulpe (Glaucium) - Hesperomecon - Hunnemannia - Guldkop (Hylomecon) - Hypecoum - Løjtnantshjerte-slægten (Lamprocapnos) - Jodplante (Macleaya) - Meconella - Valmuesøster (Meconopsis) - Valmue (Papaver) | - Platycapnos - Platystemon - Lærkespore (Pseudofumaria) - Pteridophyllum - Roemeria - Romneya - Rupicapnos - Blodurt (Sanguinaria) - Sarcocapnos - Stylomecon - Stylophorum - Trigonocapnos |

Under det ældre, Cronquists system var familien delt i to: Valmue-familien og Jordrøg-familien.

## Galleri
- Adlumia fungosa
- Arctomecon humilis
- Argemone sanguinea
- Bocconia frutescens
- Canbya candida
- Capnoides sempervirens
- Ceratocapnos claviculata
- Chelidonium majus
- Corydalis cava
- Dactylicapnos scandens
- Dendromecon rigida
- Dicentra formosa
- Dicranostigma franchetianum
- Ehrendorferia chrysantha
- Eomecon chionantha
- Eschscholzia californica
- Fumaria officinalis
- Glaucium flavum
- Hunnemannia fumariifolia
- Hylomecon japonica
- Hypecoum procumbens
- Ichthyoselmis macrantha
- Lamprocapnos spectabilis
- Macleaya cordata
- Meconella denticulata
- Meconopsis cambrica
- Papaver somniferum
- Platycapnos tenuiloba
- Platystemon californicus
- Pseudofumaria acaulis
- Pteridophyllum racemosum
- Roemeria refracta
- Romneya coulteri
- Rupicapnos africana
- Sanguinaria canadensis
- Sarcocapnos enneaphylla
- Stylophorum diphyllum

Note
1. ↑  Der er uenighed blandt botanikere om denne familie. Her følges opstillingen fra den 17.9.2011, som findes hos Angiosperm Phylogeny Group: Ranunculales (engelsk)